# Spelobia nana
Spelobia nana är en tvåvingeart som först beskrevs av Camillo Rondani 1880.  Spelobia nana ingår i släktet Spelobia, och familjen hoppflugor. Arten är reproducerande i Sverige.